# Авдића Џамија
Авдића џамија, је џамија на Планој у Општини Билећа а припада Меџлису Исламске Заједнице Гацко. Изграђена је 1617. године или 1026 хиџретске године, што је било видљиво из натписа уклесаног на каменом луку џамијских врата.

## Историја
Задужбина је Авде Авдића, родоначелника разгранате породице Авдића, а који потиче из породице Цуца. Авдића џамија је више пута рушена и оскрнављена. Први пут су је рушили хајдуци и ускоци из оближњих приморских крајева, па су је мјештани 1. јула 1795 обновили.
Имамску и муслимску дужност у Плани од 1907. до 1917. године вршио је Хасан еф. Фазлагић. Послије њега, имами су били: Шаћир еф. и Али еф. Дреца, Решид еф. Имамовић и Мустафа еф. Захић. Захића су 1941. године убиле усташе и он је био последњи имам ове џамије. 
Џамија је поново срушена 1941 када су под навалом усташа сви муслимани Плане и околних села отишли. Обновљена је 1964. године у изворном облику. Од 1964. године дужност имама повремено је вршио главни имам џамије у Билећи. Треће и посљедње рушење је претрпјела у грађанском рату у БиХ 1992-1995. Комисија за очување националних споменика у БиХ донијела је 2006. године одлуку којом је Авдића џамија проглашена националним спомеником БиХ. Обновљена је 2013. године, и од тада носи званично име Ћамила еф. Авдића џамија.

## Архитектура
Џамија плијени својом љепотом, посебно је карактеристичан и лијеп минарет који је уникатан у османској архитектури. Ради се о споју архитектуре црквених торњева с оближње јадранске обале, одакле су долазили градитељи (зидари и клесари).
Према истраживањима постоји око 14 џамија овакве архитектуре на подручју источне Херцеговине. Наиме, ту је дошло до спајања хришћанско-исламске архитектуре, јер су градитељи били клесари с Јадрана, из Дубровника, односно Дубровачке републике, и они су користили те црквене торњеве као пример такве архитектуре.